# Patricia Guijarro
Patricia „Patri“ Guijarro Gutiérrez (* 17. května 1998) je španělská fotbalistka, kterš hraje jako záložnice za Barcelonu a španělskou reprezentaci.
Stala se nejlepší hráčkou i střelkyní Mistrovství světa U20 2018. Po přestupu z Collerense do Barcelony s klubem vyhrála třikrát Ligu mistrů. Ve finále Ligy mistrů 2022/23 vstřelila dva góly. Vyhrála také pětkrát Ligu F, nejvyšší španělskou soutěž. Její úspěchy na klubové i mezinárodní úrovni z ní dělají jednu z nejlepších záložnic současnosti.